# Siphlonisca aerodromia
Siphlonisca aerodromia är en dagsländeart som beskrevs av James George Needham 1909. Siphlonisca aerodromia ingår i släktet Siphlonisca och familjen simdagsländor. Inga underarter finns listade i Catalogue of Life.